# Cyclosa minora
Cyclosa minora är en spindelart som beskrevs av Yin, Zhu och Wang 1995. Cyclosa minora ingår i släktet Cyclosa och familjen hjulspindlar. Inga underarter finns listade i Catalogue of Life.